# Rairos (Ribas del Sil)
Rairos (llamada oficialmente Santa Lucía de Rairos) es una parroquia y una aldea española del municipio de Ribas del Sil, en la provincia de Lugo, Galicia.

## Geografía
Se localiza en un meandro del río Sil en su margen izquierdo y lo atraviesa la carretera N-120 que une Orense y Monforte de Lemos con Ponferrada. Limita con las parroquias de Nocedo (Quiroga) al norte, Ribas del Sil al este, y Nogueira al sur y oeste.

## Organización territorial
La parroquia está formada por una entidad de población:
- Rairos

## Demografía
Gráfica demográfica de la aldea y parroquia de Rairos según el INE español:
| Gráfica de evolución demográfica de Rairos entre 2000 y 2020 |
|                                                              |
| Datos según el nomenclátor publicado por el INE.             |

## Lugares de interés
- Iglesia de Santa Lucía
- Puente del ferrocarril sobre el río Sil